# ويليام هاو، الفيكونت الخامس لعائلة هاو
ويليام هاو، الفيكونت الخامس لعائلة هاو (بالإنجليزية: William Howe, 5th Viscount Howe)‏، حاصل على وسام فارس الصليب الأكبر، وعضو في المجلس الخاص للمملكة المتحدة (من 10 أغسطس 1729- 12 يوليو 1814)، وضابط في الجيش البريطاني، ترقّى ليصبح القائد الأعلى للقوات البريطانية خلال حرب الاستقلال الأمريكية. كان هاو أحد الإخوة الثلاثة الذين تميزوا بالمسيرة المهنية العسكرية. يشار إليه عادة باسم السير ويليام هاو في تأريخ الحرب الأمريكية لتمييزه عن شقيقه ريتشارد، الذي كان الفيكونت الرابع في عائلة هاو في ذلك الوقت.
بعد انضمامه إلى الجيش في عام 1746، خدم هاو بشكل واسع النطاق في حرب الخلافة النمساوية وحرب السنوات السبع. عُرف لاحقًا لدوره في الاستيلاء على كيبيك في عام 1759 عندما قاد قوة بريطانية للسيطرة على المنحدرات في آنزي أو فولون، مما سمح لجيمس وولف بالهبوط بجيشه والاشتباك مع الفرنسيين في معركة سهول أبراهام. شارك هاو أيضًا في حملات الاستيلاء على لويسبورغ وبيل إيل وهافانا. عُين ملازمًا حاكمًا لجزيرة وايت، وهو المنصب الذي شغله حتى عام 1795.
أُرسل هاو إلى أمريكا الشمالية في مارس من عام 1775، ووصل في مايو بعد اندلاع حرب الاستقلال الأمريكية. سلم توماس غيج الملازم هاو قيادة جميع القوات البريطانية في أمريكا في شهر سبتمبر من العام الذي قاد فيه هاو القوات البريطانية نحو النصر الثمين في معركة بانكر هيل. تميز سجل هاو في أمريكا الشمالية بالنجاح في السيطرة على كل من نيويورك وفيلادلفيا. ومع ذلك، ساهم سوء تخطيط الحملة البريطانية لعام 1777 في فشل حملة جون بورجوين ساراتوجا، والتي لعبت دورًا رئيسيًا في دخول فرنسا الحرب. كان دور هاو في تطوير تلك الخطط والدرجة التي كان مسؤولًا بها عن الإخفاقات البريطانية في ذلك العام (على الرغم من نجاحه الشخصي في فيلادلفيا) موضوع نقاش معاصر وتاريخي.
قُلّد لقب «فارس» بعد نجاحاته في عام 1776. استقال من منصب القائد العام في أمريكا الشمالية في عام 1777، وعاد في العام التالي إلى إنجلترا، حيث كان نشطًا في بعض الأحيان في الدفاع عن الجزر البريطانية. عمل في مجلس عموم توتنهام بين عامي 1758 و1780. ورث لقب فيكونت عائلة هاو بعد وفاة شقيقه ريتشارد في عام 1799. على الرغم من زواجه، ولكنه لم يُرزق بأبناء، وانقرض لقب الفيكونت مع وفاته في عام 1814.

## النشأة والمسيرة المهنية
وُلد ويليام هاو في إنجلترا، وهو الابن الثالث لإيمانويل هاو، الفيكونت الثاني لعائلة هاو وتشارلوت، ابنة صوفيا فون كيلمانسيج، كونتيسة لينستر ودارلينجتون، وهي أخت غير شرعية غير معروفة للملك جورج الأول. كانت والدته مرتادة لبلاط جورج الثاني وجورج الثالث بانتظام. ربما حسنت علاقتها مع البلاط مهن أبنائها الأربعة، ولكن جميعهم كانوا أيضًا ضباطًا متمتعين بقدرات عالية. كان والده سياسيًا، شغل منصب حاكم باربادوس وتوفي في عام 1735. قُتل شقيق ويليام الأكبر -الجنرال جورج هاو- قبل معركة كاريلون عام 1758 في حصن تيكونديروجا. ترقى شقيقه الآخر -الأدميرال ريتشارد هاو- ليصبح أحد القادة البحريين البارزين في بريطانيا. قاد أخوه الثالث –توماس- السفن لشركة الهند الشرقية ووينتشيلسي في 1762- 1764 ونوتنهام في عام 1766، وأجرى عمليات رصد لماديرا وجزر كومورو.
انضم ويليام إلى الجيش عندما كان في السابعة عشرة من العمر، من خلال شراء تفويض كورنيت في كتيبة فوجلايت دراغونز التابعة لدوق كمبرلاند في عام 1746. ثم خدم لمدة عامين في فلاندر أثناء حرب الخلافة النمساوية. نُقل بعد الحرب إلى فوج قوات لانكشاير، حيث أصبح صديقا لجيمس وولف.

## حرب الاستقلال الأمريكية
وصل هاو إلى بوسطن جنبًا إلى جنب مع زملائه جنرالات الجيش البريطاني كلينتون وبورجوين على متن السفينة إتش إم إس سيربيروس في 25 مايو من عام 1775، بعد أن علم أثناء الرحلة باندلاع الحرب مع المناوشات أثناء المسيرات إلى ليكسينغتون وكونكورد في أبريل. قدمت السفينة تعزيزات بحرية في معركة بانكر هيل. وقاد هاو قوة قوامها 4000 جندي مرسَلة لتعزيز 5000 جندي يخدمون تحت قيادة الجنرال توماس غيج بعد أن حُوصروا في المدينة إثر تلك المعارك. تناقش غيج وهاو والجنرالات كلينتون وبورغوين لوضع خطط لكسر الحصار. وصاغوا خطة للاستيلاء على أرض مرتفعة حول بوسطن ومهاجمة قوات الميليشيا الاستعمارية المحاصِرة، وإنفاذ الخطة في 18 يونيو. ومع ذلك، علم المستعمرون بالخطة وعززوا دفاعات مرتفعات بريدز هيل وبانكر هيل القريبة في شبه جزيرة تشارلز تاون عبر نهر تشارلز من بوسطن ليلة 16-17 يونيو، مما اضطر القيادة البريطانية إلى إعادة التفكير في استراتيجيتهم.

## حياته اللاحقة
خسر هاو في محاولته لإعادة انتخابه لمجلس العموم في عام 1780؛ وعُين في عام 1782 ملازمًا عامًا للذخيرة، بالإضافة إلى تعيينه في المجلس الخاص للمملكة المتحدة. نُقلت قيادته من قوات الفوج الثالث والعشرين إلى فوج لايت دراغونز التاسع عشر في عام 1786. استأنف عمله الفعلي بشكل محدود في عام 1789، عندما هددت إحدى الأزمات مع إسبانيا نتيجة المطالبات الإقليمية في شمال غرب أمريكا الشمالية بالانخراط في حرب. حُلت الأزمة، ولم ينفذ هاو أي إجراء آخر حتى عام 1793، عندما تضمنت حروب الثورة الفرنسية بريطانيا. رُقي إلى رتبة عميد في عام 1793، وقاد المنطقة الشمالية بدءًا من عام 1793 والمنطقة الشرقية بدءًا من عام 1795. عُين حاكمًا لبيرويك أون تويد في عام 1795.
ورث هاو الألقاب الأيرلندية وأصبح الفيكونت الخامس لعائلة هاو وبارون كلناولي، بعد وفاة شقيقه ريتشارد في عام 1799 بدون وجود أي خلَف ذكر من نسله. في عام 1803، استقال من منصبه كقائد عام للذخيرة، عازيًا ذلك إلى سوء حالته الصحية. عُين في عام 1805 حاكمًا لبليموث، وتوفي في تويكنهام في عام 1814 بعد صراع طويل مع المرض.
تزوج في عام 1765 من فرانسيس كونولي، لكنهما لم ينجبا أطفالًا، فماتت ألقابه معه. عاشت زوجته ثلاث سنوات بعده. ودفن كلاهما في تويكنهام.

## روابط خارجية
- ويليام هاو، الفيكونت الخامس لعائلة هاو على موقع الموسوعة البريطانية (الإنجليزية)
- ويليام هاو، الفيكونت الخامس لعائلة هاو على موقع إن إن دي بي (الإنجليزية)